# 蔣琮 (明朝宦官)
蒋琮（？年—？年），顺天府大兴县人，成化时印绶监太监。

## 生平
明宪宗成化年间，蒋琮为印绶监太监。明孝宗即位後，蒋琮任南京守备太监，将百姓开垦的沙洲指为芦场，占夺民田，与民争利。弘治二年，南京御史姜绾、给事中韩重弹劾蒋琮，最后蒋琮与南京御史姜绾相讦奏，致御史十人下狱。宽免蒋琮不问。当时刘吉讨厌南京御史弹劾自己，故兴大狱。尚书王恕、李敏，给事中赵竑，御史张宾说蒋琮、姜绾同罪异罚，失之公平，明孝宗不纳。后因损毁皇陵等罪被劾，蒋琮最后免死，谪充孝陵净军。

## 延伸阅读
[在维基数据编辑]
 《明史卷三百〇四》，出自《明史》